# William Ezell
William "Will" Ezell (Brenham, 23 december 1892 - Chicago, 2 augustus 1963) was een Amerikaans boogiewoogie-, blues- en ragtime-pianist.
Hij werd naast Cow Cow Davenport beschouwd als een van de beste boogiewoogie-spelers van zijn tijd. Hoewel hij niet veel opnames heeft gemaakt (zo'n zeventien in de periode 1927-1931), was Ezell een van de eersten die een boogiewoogieplaat opnam. Ezell was tevens enige tijd huispianist bij Paramount en begeleidde in die rol onder meer Blind Roosevelt Graves en, mogelijk, Bessie Smith. Ezell had overigens een affaire met zangeres Lucille Bogan. Na zijn laatste opnames in 1931 is niets meer van hem vernomen.

## Discografie
- Pitchin' Boogie, Milestone
- Will Ezell 1927-1931, Document

- Library of Congress Control Number: n87115384
- Virtual International Authority File: 310665240
- WorldCat: E39PBJcGhTxwCPdjYcmD3mVHmd